# Bloody Mary

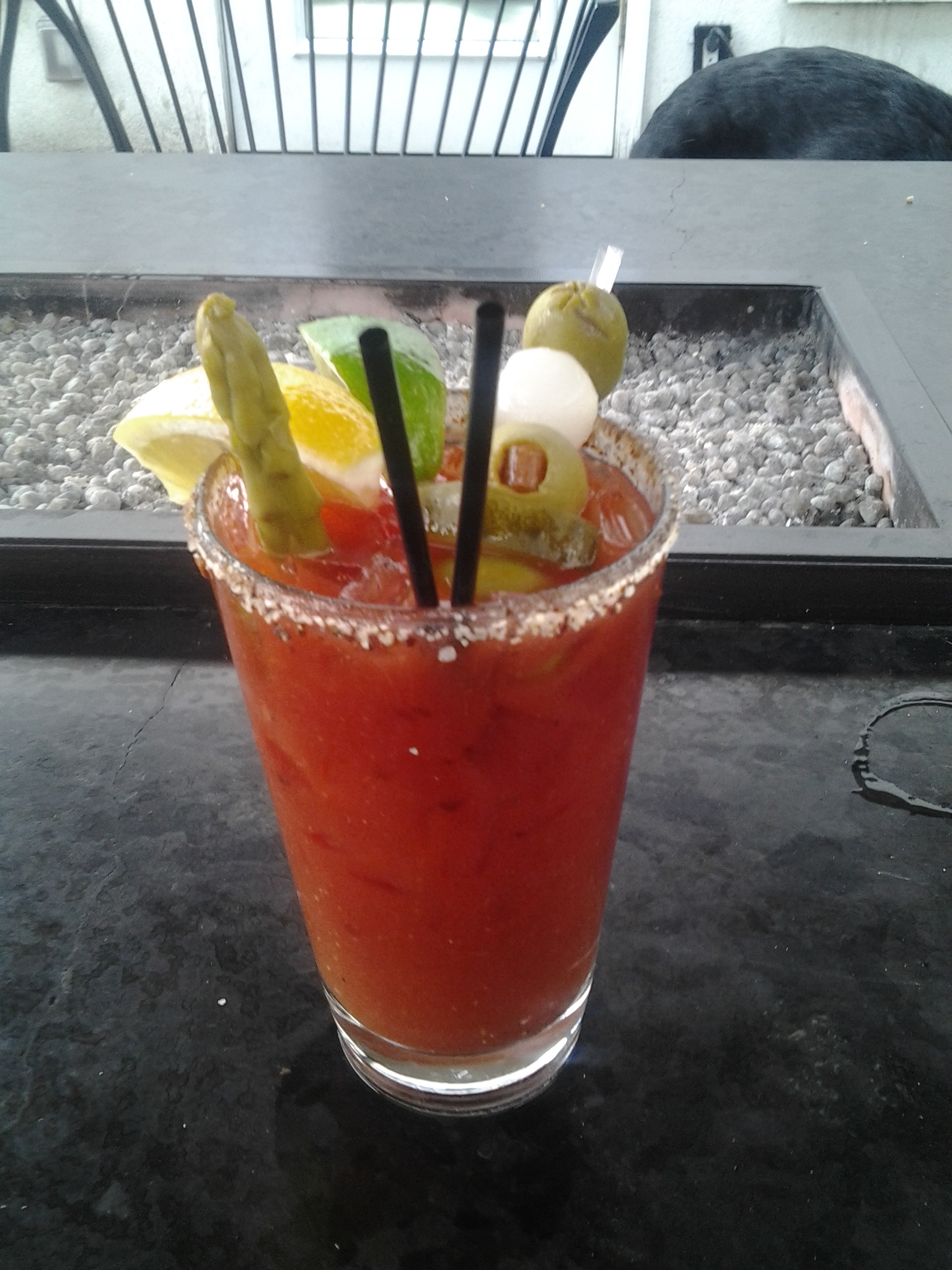
Bloody Mary

Bloody Mary ist ein klassischer Cocktail aus Wodka, Tomatensaft und Würzmitteln. Der Longdrink gehört zur Gruppe der Corpse Reviver beziehungsweise „Pick-me-ups“, den sogenannten Katergetränken. Zeitweise war auch die Bezeichnung Red Snapper für die Bloody Mary üblich, heute wird darunter in der Regel eine mit Gin anstatt Wodka gemixte Variante verstanden.

## Geschichte
Die genaue Entstehung des Drinks und seines Namens ist unklar, es kursieren mehrere Varianten. Einer verbreiteten Thekenlegende zufolge geht der Cocktail auf Hollywood-Schauspieler George Jessel zurück, der 1927 nach einer durchzechten Nacht in einer Bar in Florida eine verbliebene Flasche Wodka mit Tomatensaft, Worcestershiresauce und Zitronensaft gemischt habe, um den Kater aller Anwesenden zu dämpfen. Kurz darauf sei eine Freundin namens Mary Brown Warburton erschienen und habe ihr weißes Kleid mit dem neuen Drink bekleckert, worauf sie ausrief “Now you can call me bloody Mary, George!”. Diesen Ausruf soll Jessel als Namen für den Drink verwendet haben, was später noch zu einer Auseinandersetzung mit Warburtons Freund, dem Comedian Ted Healy geführt haben soll, der Jessel daraufhin zu erschießen versuchte.
Der Barkeeper Fernand Petoit nahm ebenfalls für sich in Anspruch, die Bloody Mary erstmals gemixt zu haben. Seine Enkelin glaubte, er habe den Drink bereits 1921 in der Harry’s New York Bar in Paris zubereitet, zu dieser Zeit habe er aus gleichen Teilen Wodka und Tomatensaft bestanden. In dieser Bar in Paris soll Petoit den Drink unter anderem auch Ernest Hemingway und F. Scott Fitzgerald serviert haben.
Petoit selbst hat diese Version nicht öffentlich berichtet. Er gestand Jessel durchaus einen Anteil an der Erfindung zu, bestritt aber, dass dessen Rezept bereits ausgefeilt war, es habe eigentlich nur aus Wodka und Tomatensaft bestanden. “George Jessel said he created it, but it was really nothing but Vodka and tomato juice when I took it over,” sagte er 1964 in einem Interview mit The New Yorker. Auf Petoit ginge danach die heute klassische Würzung mit Worcestershiresauce, Tabascosauce, Salz und Pfeffer zurück, die er ab 1934 in der King Cole Bar des St.-Regis-Hotels in New York City zubereitete.
Die Bloody Mary soll nach der englischen Königin Maria I. Tudor benannt worden sein. Diese hatte aufgrund ihrer blutigen Protestantenverfolgung im 16. Jahrhundert diesen Beinamen von ihrer Nachfolgerin auf dem Thron, Elisabeth I., erhalten.
Nach dem Ende der Prohibition in den Vereinigten Staaten kehrte Petoit dorthin zurück und fand eine Anstellung im King Cole Room des St.-Regis-Hotels. Den Cocktail bereitete er dort zunächst mit Gin zu, da Wodka in den Vereinigten Staaten noch nicht gut verfügbar war. Zudem missfiel dem Hotelbesitzer John Astor der anzügliche Name des Drinks, so dass er in Red Snapper umbenannt wurde. In den 1950er Jahren servierte man den Drink dann wieder als Bloody Mary. Zwischenzeitlich hatte Wladimir Smirnov sein Unternehmen an Rudolph Kunett verkauft, der es in die USA verlagerte und die Wodka-Marke Smirnoff international bekannt machte. Die Popularität der Bloody Mary seit den 1950er Jahren wird teilweise auf die Marketingaktivitäten von Smirnoff zurückgeführt.

## Zubereitung
Die Bloody Mary besteht im Wesentlichen aus Wodka und Tomatensaft, wobei das Mischungsverhältnis variieren kann. Die International Bartenders Association sieht in ihrem Standardrezept zwei Teile Tomatensaft auf einen Teil Wodka vor, hinzu kommen Zitronensaft sowie etwas Worcestershiresauce, Tabasco, Selleriesalz und Pfeffer. Die Mengenverhältnisse entsprechen somit grob dem mutmaßlichen Originalrezept nach Petoit.
Bei der Art der Zubereitung besteht weitgehend Einigkeit, dass der Cocktail wegen des enthaltenen Tomatensafts, dem der Sauerstoff schadet, nicht geschüttelt werden sollte. Teilweise werden die übrigen Zutaten im Cocktail-Shaker auf Eiswürfeln geschüttelt und der Tomatensaft später verrührt, teilweise alles nur gerührt, teilweise gerollt, das heißt, Zutaten und Eis werden zum Mischen und Kühlen mehrmals vorsichtig zwischen Mixbecher und Glas hin- und hergeschüttet.
Als Garnitur kann beispielsweise eine an den Glasrand gesteckte Zitronenscheibe verwendet werden, häufiger wird ein Stück Selleriestaude auf den Glasrand gelegt, das einerseits zum Umrühren dient, andererseits dazu, beim Trinken etwas zum Knabbern zu haben. In der alkoholfreien Variante wird der geschmacklich ohnehin nicht hervortretende Wodka weggelassen. Sie wird als Virgin Bloody Mary (Jungfräuliche Bloody Mary) oder einfach nur als Virgin Mary bezeichnet.